# 巴科 (吉马良斯)
巴科 (吉马良斯)是葡萄牙布拉加区的一个堂区。总面积2.95平方公里，总人口1430人，人口密度484.7人/平方公里。